# 화천소방서
화천소방서(華川消防署, Hwacheon Fire Station)는 강원특별자치도 화천군을 관할하는 강원특별자치도 소방본부 산하의 소방서이다.
소방서장은 소방정으로 보한다.

## 연혁
- 2019년 8월 30일 : 화천소방서 개서

### 역대 서장
- 2019년 8월 5일 ~ : 소방정 정광현[3]

## 조직
| - 소방행정과 - 소방행정계 - 예산장비계 | - 방호구조과 - 방호사법계 - 예방민원계 - 구조구급계 | - 현장대응과 - 현장지휘1계 - 현장지휘2계 - 현장지휘3계 |

## 관할센터 및 관할구역
화천소방서는 2개의 119안전센터와 1개의 구조대를 산하에 두고 있다.
| 명칭                 | 사진 | 주소                        | 관할구역                              | 지역대                      |
| -------------------- | ---- | --------------------------- | ------------------------------------- | --------------------------- |
| 화천119안전센터      |      | 화천군 하남면 위라리길 47   | 화천군 화천읍, 간동면, 상서면, 하남면 | 상서119지역대 간동119지역대 |
| 사내119안전센터      |      | 화천군 사내면 문화마을1길 6 | 화천군 사내면                         |                             |
| 화천소방서 119구조대 |      | 화천군 하남면 위라리길 47   | 강원특별자치도 화천군                 |                             |

## 같이 보기
- 대한민국 소방청
- 대한민국의 소방
- 소방관 계급